# Rueglio
Rueglio is een gemeente in de Italiaanse provincie Turijn (regio Piëmont) en telt 795 inwoners (31-12-2004). De oppervlakte bedraagt 15,3 km², de bevolkingsdichtheid is 52 inwoners per km².

## Demografie
Rueglio telt ongeveer 395 huishoudens. Het aantal inwoners daalde in de periode 1991-2001 met 1,5% volgens cijfers uit de tienjaarlijkse volkstellingen van ISTAT.
| Jaar | Inwoneraantal |
| ---- | ------------- |
| 1991 | 791           |
| 2001 | 779           |

## Geografie
Rueglio grenst aan de volgende gemeenten: Trausella, Meugliano, Castellamonte, Alice Superiore, Vico Canavese, Issiglio, Pecco, Castelnuovo Nigra, Vistrorio.
1. ↑  https://demo.istat.it/?l=it.